# ニコロージ
ニコロージ（イタリア語: Nicolosi, シチリア語: Niculusi o Niculosi ）は、イタリア共和国シチリア州カターニア県にある、人口約7,500人の基礎自治体（コムーネ）。

## 地理

### 位置・広がり

#### 隣接コムーネ
隣接するコムーネは以下の通り。
- アドラーノ
- ベルパッソ
- ビアンカヴィッラ
- ブロンテ
- カスティリオーネ・ディ・シチーリア
- マレット
- マスカルチーア
- ペダーラ
- ランダッツォ
- サンタルフィオ
- ザッフェラーナ・エトネーア